# 上下町上下
上下町上下（じょうげちょうじょうげ）は、広島県府中市の大字。

## 地理
備後地方のほぼ中央に位置する。広島県の広域行政圏域では福山・府中地域になる。広島市から約100km、福山市から約50km、三次市から約30km 。
町の面積の約8割を山林が占める上下町において、大字上下は町の中心であり、旧甲奴郡の行政中心地であったが2004年（平成16年）市町村合併により現在では府中市の一部になる。現在では市北部の中心にあたり、市上下支所や県立上下高校などの行政・教育機関、上下駅・府中北市民病院・商業施設など各インフラストラクチャーが集中する。古くから瀬戸内海側から中国山地さらにその先の山陰地方を結ぶ交通の要地として発展してきたところであり、中心からJR福塩線・国道432号・県道24号・県道25号・県道26号・県道27号がほぼ放射状に伸びる。
海抜約460m。地形学的に見ると吉備高原面のほぼ中央に位置し、世羅台地と帝釈台の境目付近にある。

### 気候
気候は準高冷地特有のものが表れ、寒暖差が激しく冬は比較的冷え込む。以下はアメダス上下観測所のデータになる。
| 上下の気候                            | 上下の気候   | 上下の気候   | 上下の気候   | 上下の気候    | 上下の気候  | 上下の気候   | 上下の気候    | 上下の気候    | 上下の気候    | 上下の気候   | 上下の気候   | 上下の気候   | 上下の気候       |
| 月                                    | 1月          | 2月          | 3月          | 4月           | 5月         | 6月          | 7月           | 8月           | 9月           | 10月         | 11月         | 12月         | 年               |
| ------------------------------------- | ------------ | ------------ | ------------ | ------------- | ----------- | ------------ | ------------- | ------------- | ------------- | ------------ | ------------ | ------------ | ---------------- |
| 降水量 mm （inch）                    | 49.2 (1.937) | 59.3 (2.335) | 99.7 (3.925) | 105.7 (4.161) | 139.7 (5.5) | 196.1 (7.72) | 236.7 (9.319) | 120.6 (4.748) | 153.8 (6.055) | 88.6 (3.488) | 65.8 (2.591) | 48.9 (1.925) | 1,364.1 (53.704) |
| 出典：アメダス上下観測所 (1981-2010 ) |              |              |              |               |             |              |               |               |               |              |              |              |                  |

上下町全体で見ると少子高齢化が進んでいるが、ここでは緑辺地域よりも高齢化率は低く30%前後になる。
地区の中を上下川が流れ、地区の中心から南東側に翁山がそびえる。近世から近代にかけて建てられた白壁の町並みが残っており、それを活かして観光客誘致を行っている。

### 分水嶺
地形的特異点としては全国的にも数例しかない町の中に分水嶺があることが挙げられる。それより北側が江の川水系として日本海に注ぎ、南側が芦田川水系として瀬戸内海に注ぐ。広島県を地理的に大きく3分割すると、この分水嶺より北側が中国山地になる。
上下の名の由来は、上下に水が分かれることから、あるいは峠から来ている。町を訪れる外国人観光客に対してガイドが、この町の名前の意味は「アップ・ダウン」です、と説明しているという。
なおこれは元々江の川水系上下川が南へ広い範囲で流れていたところへ、芦田川水系矢多田川が侵食力によって上下川上流域を河川争奪したことで形成されたものである。

## 歴史

### 中世まで
この地の北東側である神石高原町と庄原市東城町の一帯には帝釈峡があり、そこには旧石器時代から縄文時代までの遺跡群である「帝釈峡遺跡群」が存在する。府中市内に限れば、縄文時代早期の押型文土器が出土した上下町階見の行年遺跡が最古のものになる。上下町上下に限れば、弥生時代から古墳時代までの集落跡”道城遺跡”が最も古い。周辺の山々では円墳が発見されている。
中世、この地は上下荘という荘園であった。南東側にある翁山の更に南東にある丹下城跡は鎌倉時代末期にこの地の地頭職を務めた斎藤氏（美作守入道景宗）の居城があったところである。その景宗が臨済宗法燈派の僧侶弁翁を迎えて正中2年（1325年）善昌寺は開山した。
南北朝時代には長谷部氏（長氏とも）が台頭、翁山頂上の翁山城跡がその居城であったところである。善昌寺は室町幕府が庇護した五山制度における諸山に格付けされたと推定されており、長谷部氏の庇護を受けた。戦国時代、長谷部氏（長谷部元信）は毛利氏傘下となったものの、関ヶ原の戦い後に毛利氏が長州に転封となったときについていくことが出来ず一家四散したという。

### 天領
関ヶ原の戦い後、安芸・備後双方を治めた広島藩主福島正則が当地を治めた。
江戸時代、この地に通る往還は脇街道”石州街道”となり、この地はその宿駅「上下宿」として人や物資の集散地として発展した。その道は特に幕府直轄となった石見銀山（大森銀山）および大森代官所への道”石見銀山街道”として重要視された。なお銀山街道は尾道に向かう道と笠岡に向かう道の2つとされ、尾道道は1607年・1608年ごろから銀山奉行大久保長安が整備したとされている。笠岡道に古くから存在していた道を改良したものと考えられているが、銀を運搬したとする当時の資料は存在しておらず、運搬したとする伝承が残っているのみである。

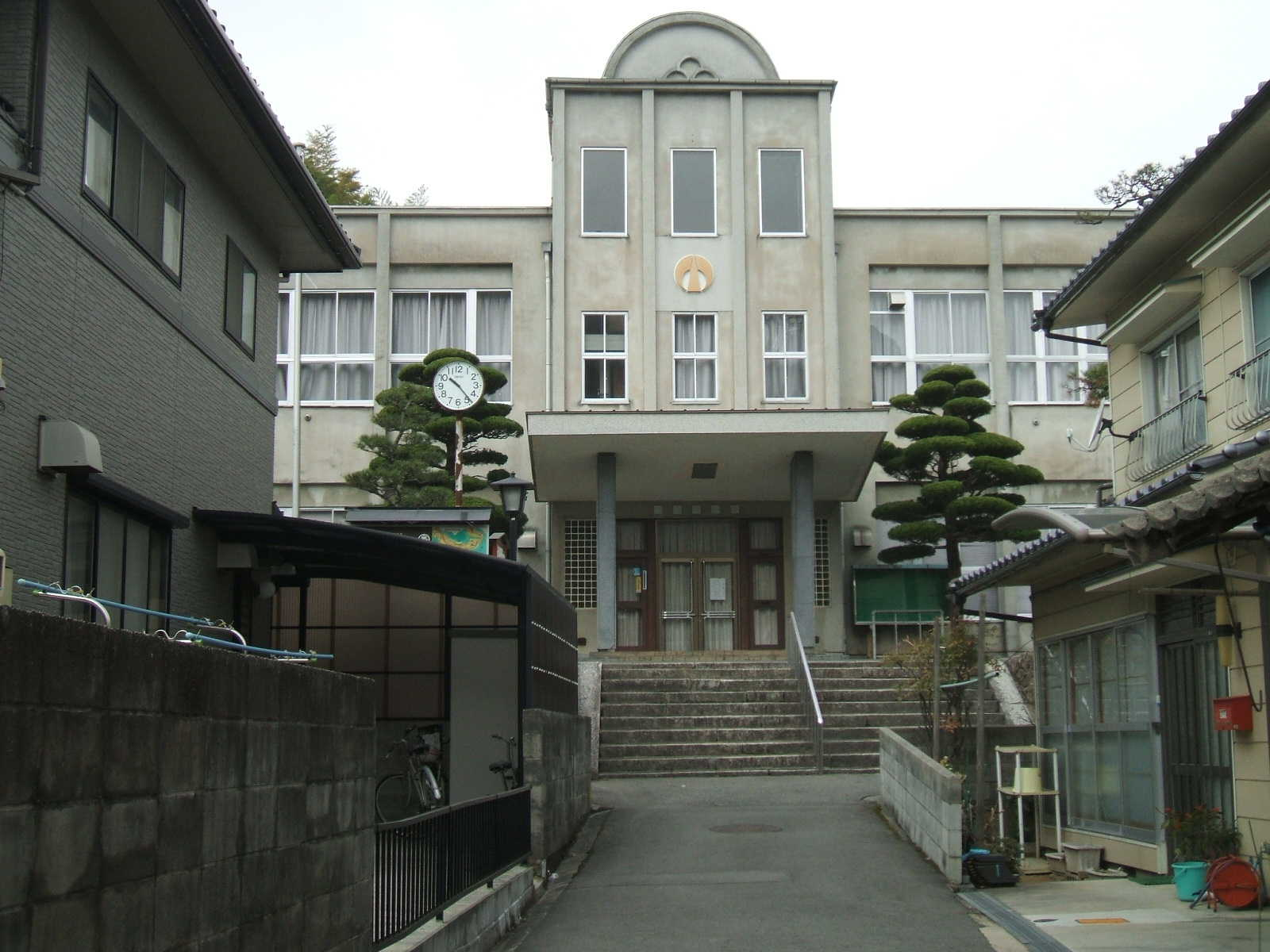
2007年時点の旧上下役場。元々は陣屋があった地で、陣屋→学校→保育所→役場が建てられ、役場の移転に伴いこの建物は取り壊され現存しない。現在は石垣のみが残り、「天領上下代官所跡」として県史跡。

正則は元和5年（1619年）改易、同年水野氏による福山藩が興ると、上下は福山藩領となるも、元禄11年（1698年）水野氏は無嗣により断絶する。このときから上下は事実上天領となる。
元禄13年（1700年）元禄検地の後、旧福山藩領15万石のうち10万石が新福山藩領、のこり5万石が天領となった。上下は天領側に残り、同年幕府は「上下代官所」を置き安那郡・神石郡・甲奴郡の71ヶ村約4万石を管轄し、残り約1万石は笠岡代官所が管轄した。
享保2年（1717年）備後天領のうち約2万石が豊前中津藩奥平氏に分けられたことで天領が2万石弱となったため、上下代官所は廃止され石見銀山大森代官所の出張陣屋に改められ神石郡・甲奴郡の22ヶ村約1万3千石を管轄した。大森代官配下の手付・手代3人から4人が詰めていた。幕末になると出張陣屋は神石郡・甲奴郡の13ヶ村と備中12ヶ村を管轄している。

### 中山間部の金融街
江戸時代の上下の特異な点に、陣屋（代官所）が石見銀山の銀を元手として上下の有力商人に金融貸付業を営ませたことが挙げられる。金主が陣屋へ金子を差し出しこれを代官手付の責任で貸しだしたもので、そこで生まれた利潤によって銀山からの銀産出量の減少分を補っていた。事実上幕府の庇護下で行われたこの制度を「上下銀」という。当時33・4軒の両替商が軒を連ねていた。上下銀は次第に貸付範囲は広がり、天領内のほか福山藩・広島藩などの周辺にも広がっていた。返済をめぐるトラブルもたびたび起こっていたという。
また商品経済が発達したことで上下宿は物資の集散地として発達した。この近辺からは木綿・藍・煙草などが運ばれていった。石見特産の御用蜜（大蜜）も運ばれていった。銀山から銀が運ばれたとする資料は残っていないが、上下銀があったため運上銀が運ばれていた可能性が高いと考えられており、大森代官所代官就任および離任あるいは上下陣屋に詰める役人がこの街道を通り、銀山への物資も運ばれていった。こうしたことから上下は、中山間部にありながら江戸や大阪などの近世都市の貨幣流通に近い状態だったと考えられている。現在の上下町並みの基盤が形成されたのはこの時代である。
近代に入ってからも商業・金融の町として栄えた。明治15年（1882年）-33年（1900年）には先述の田辺家を中心に上下に本店をおく金融機関「共同成章社」が経営され、明治32年（1899年）に府中で備後銀行が設立されたときには、その出資には共同成章社の役員を含む上下の資産家が名を連ねている。さらに明治45年（1912年）には地元の資産家である角倉博佐を頭取とし上下に本店をおく角倉銀行が設立された。
また、教育・福祉の充実のため活動する財団法人「蟻集財団」が結成されている。そもそもは文久2年（1862年）教育・農工業振興のため立ち上げた共助組織「勧業会」が前身で、明治44年（1911年）に先述の角倉博佐ら21人の出資で財団法人が設立、出資金を株や国債で運用し土手の修復や貧困農家支援などをおこなっていた。なおその後行政支援を受けず民間運営だけで100年近く続いていたが平成バブル崩壊により活動停止し、過疎化による運営資金と後継者不足、公益法人改革の余波を受けて2013年に解散している。

### 町づくり

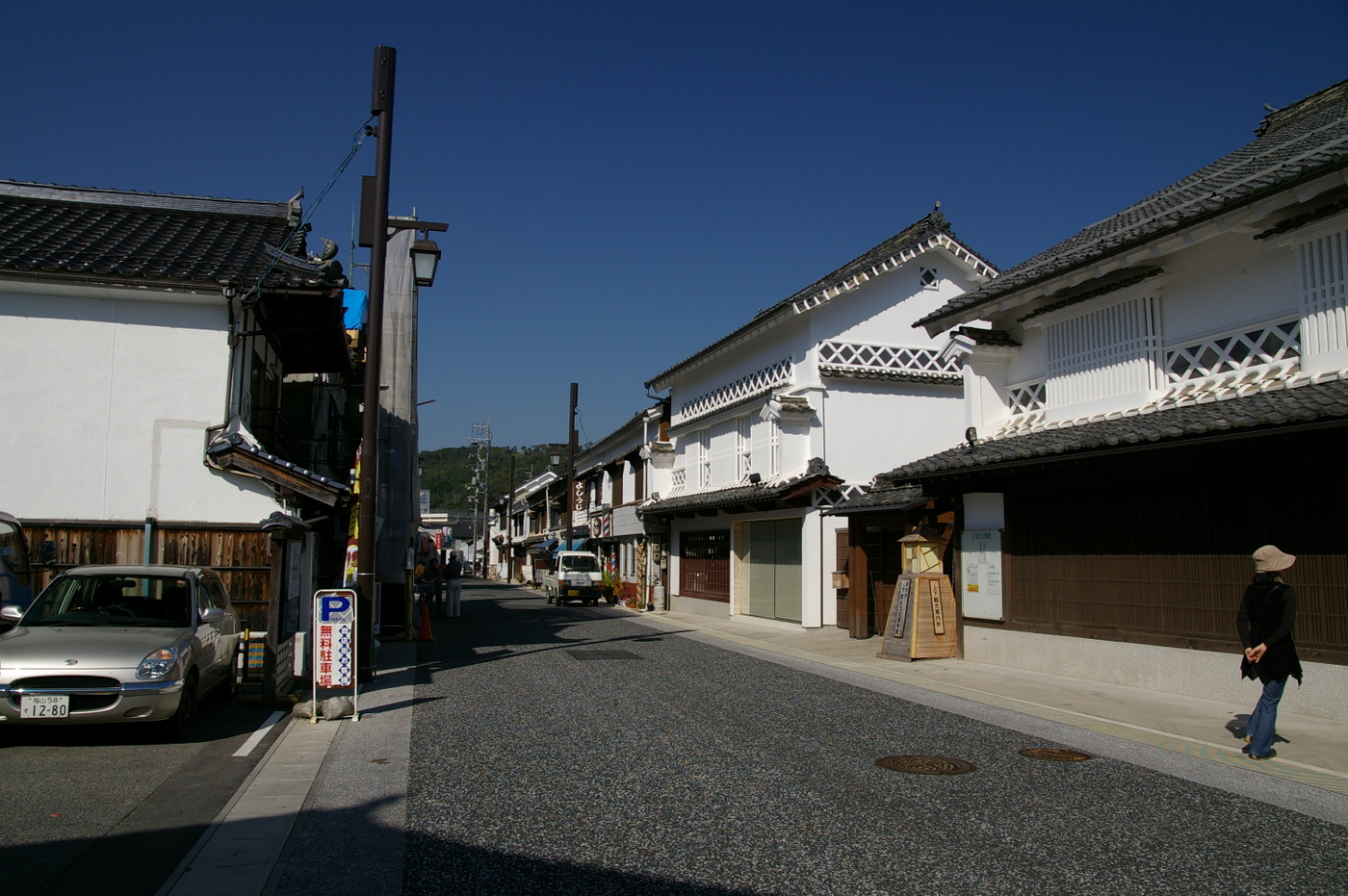
上下歴史文化資料館（写真右手）。旧岡田邸を改築したもの、つまり岡田胖十郎・岡田實麿・岡田美知代らが住んでいた家。岡田家は地主・金融業を営んだ豪商で、この家は『日本一周』の中にも描写がある。

1897年（明治30年）町制施行し甲奴郡上下町が誕生すると、町の中心となった。現在残る白壁にモダンな建物が並ぶ町並みは近代に完成した。田山花袋の紀行文『備後の山中を経て三次へ』（日本一周中編）の中に、1907年（明治40年）ごろの上下が出てくる。
更に福塩線の登場、1935年（昭和10年）塩町から上下間が、1938年（昭和13年）府中から上下間が開通し全線開通し、人と物流が活性化したことにより近代化へと進んでいった。
戦後、上下町は過疎化が進行していた。これに1970年代から「天領」「銀山街道」「白壁の町」の歴史風景を活かして町づくりが始まっている。1978年（昭和53年）上下ふる里を語る会が、1987年（昭和62年）上下・町並みづくり研究会が発足、1991年（平成3年）からこれに町民・町会議員・文化財保護および教育委員と産官民による新たな上下町並み研究会が発足した。更に2004年（平成16年）市町村合併により府中市に編入されたことで、それまで郡の中心であった上下が府中市の一地域となったことによる危機感もあった。
1994年（平成6年）から白壁祭りがはじまった。こうした中で1996年（平成8年）建設省歴史街道事業指定、2004年（平成16年）夢街道ルネサンス銀山街道上下宿指定、同年美しい日本の歩きたくなるみち500選選定など、歴史的街並みに関して評価される動きも出ており、更に重要伝統的建造物群保存地区選定を目指し動いている。

## 施設
医療
- 府中北市民病院

教育
- 広島県立上下高等学校
  - 上下高等学校は近年生徒数の低迷に悩まされており、そのため広島県教育委員会により統廃合が検討されているが、存続のために下校バスの支援や受け入れ環境の整備などの運営が取り組まれている[49]。2022年（令和3年度）及び翌年の2021年（令和4年）度には生徒数が統廃合の基準となる80人を下回ったが、1年生が2年生より人数が多いという点から新入生の確保が期待できるとして統廃合を見送った[50]。
- 府中市立上下中学校
- 府中市立上下北小学校
- 府中市立上下南小学校
- 上下保育所

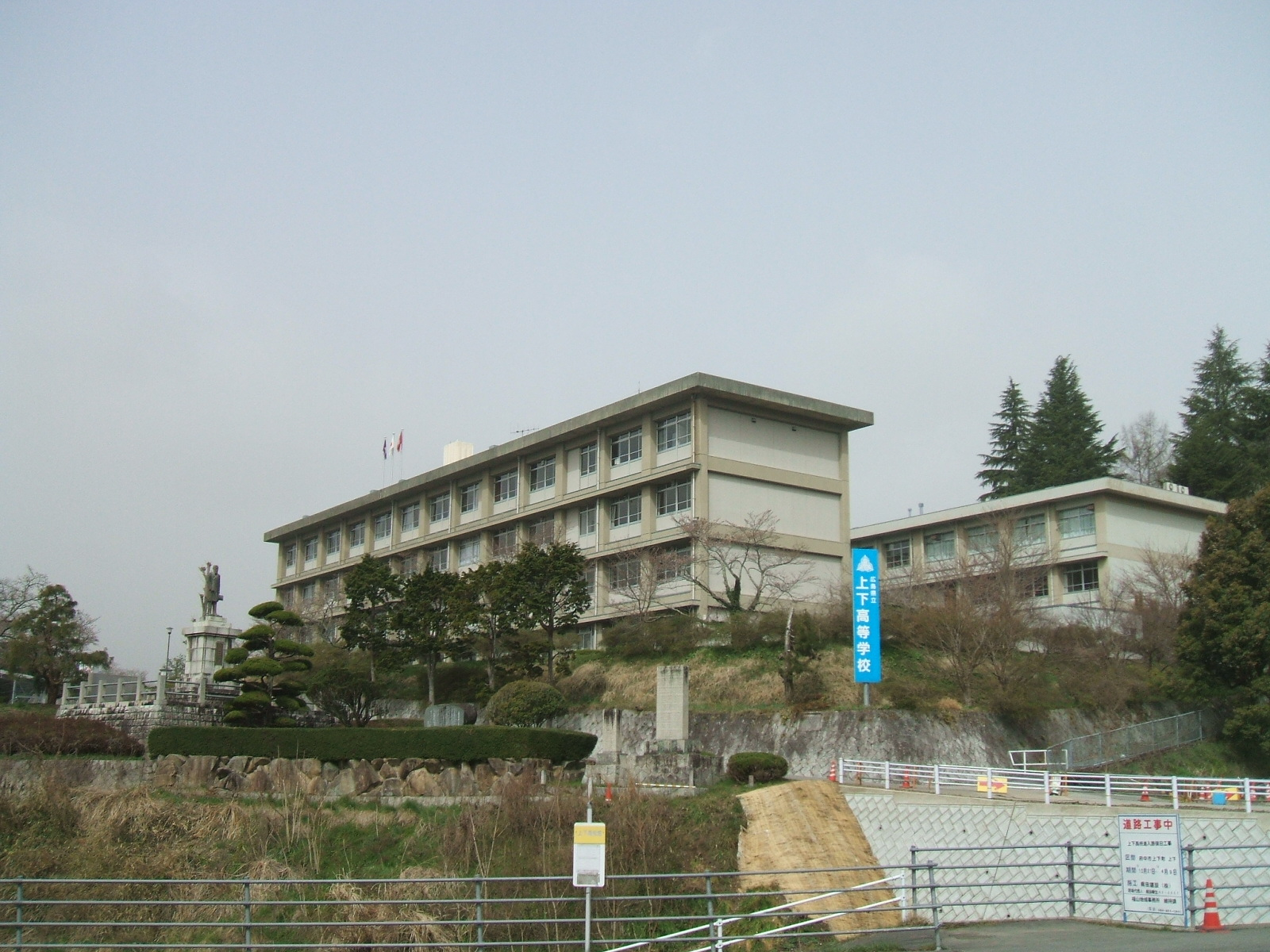
上下高

その他公共施設
- 府中市上下支所[51] - 地域づくり係 市民生活係 地域共生係
- 上下地域共生交流センター[52] - 総合福祉拠点施設
- 上下公民館
- 上下郵便局
- 上下水質管理センター
- 府中市上下運動公園
- 上下斎場「翁苑」

## 交通

### 公共交通
この地には福塩線や高速バスといった公共交通が通っており、交通の要衝となっている。
- JR福塩線
  - （府中駅方面） - 上下駅 - （三次駅方面）
- バス - 上下駅前バス停がある
  - 高速バス ピースライナー（広島交通・中国バス）[53] - 広島バスセンター方面 / 甲奴駅前方面
  - 路線バス 道の駅びんご府中・上下線（中国バス）[54] - 道の駅びんご府中方面
  - 庄原市営バス[55] 上下・総領線 - 庄原市総領方面
  - 過疎地域移動支援事業（おたっしゃ号）[56]

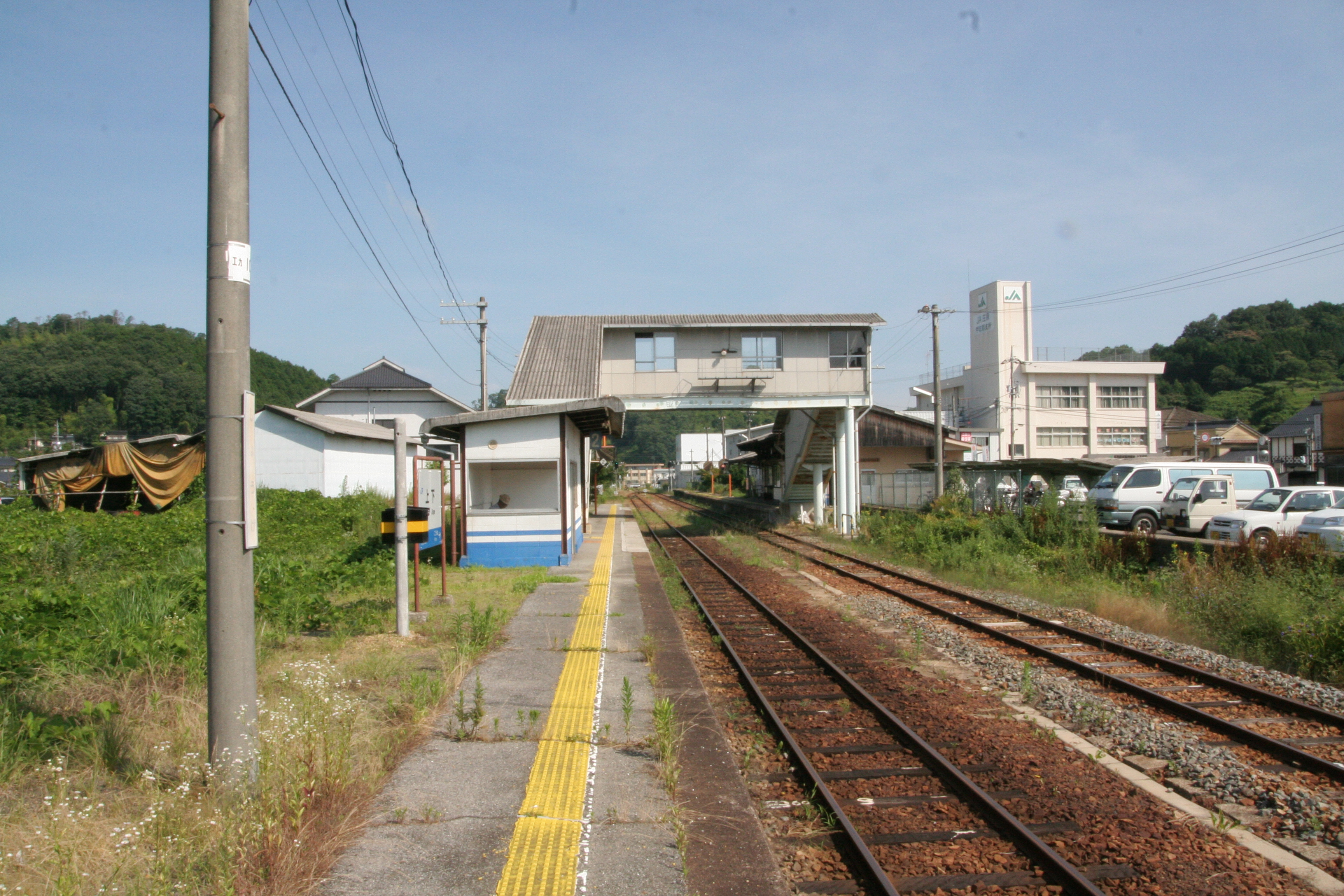
上下駅

### 道路
- 国道432号 - 世羅町・尾道自動車道世羅IC方面 / 庄原市総領町方面
- 広島県道24号府中上下線 - 国道486号・府中市役所方面
- 広島県道25号三原東城線 - 世羅町方面（国道432号と重複） / 神石高原町福永方面
- 広島県道27号吉舎油木線 - 三次市甲奴町方面 / 神石高原町小畠方面
- 広島県道403号別迫上下線 - 狭隘
- 広島県道26号新市七曲西城線 - 神石高原町高蓋方面 / 神石高原町福永方面（広島県道25号三原東城線と重複）

## 名勝史跡

### 上下天領ツーリズム
駅前に東西約990m×南北約560mのT字型商店街がある。元々は旧石州街道/石見銀山街道であり、近世・近代・現代の建物が混在する「白壁の道」として整備されている。「天領」「銀山街道」「白壁」に加えて「田舎」「隠れた日本」をキーワードに「上下天領ツーリズム」と題して外国人観光客をも誘致している。
白壁・なまこ壁・格子窓のある建物が並ぶ。古い建物はうなぎの寝床状に配置されている。現在の道は1937年に拡幅工事を行い店先の庇を切り取って整備されたものであり、そのため古い建物には道側の屋根が奥側に比べて短いものがある。また改築にあたり外観をそのまま残すあるいは白壁の町の景観に合うようにするなど、住民先行でまちづくりが行われている。通りには商店を改築した個人資料館が多く存在する。
- 1. 上下町商工会旧館。1930年竣工。国の登録有形文化財。元々は上下警察署庁舎として建てられたもの。上下にある近代モダン建築の代表的な存在[36][60]。
- 2. 上下大師堂
- 3. 大黒屋道標
- 4. 上下キリスト教会
- 5. 上下歴史文化資料館。旧岡田邸で、2003年に資料館として開館した[34]。
- 6. 旧田辺邸
- 7. 十里堂辻広場
- 9. 旧郷宿跡。上下宿にあった宿屋の一つ。道路拡張により取り壊されたが、うだつや虫籠窓がモニュメントとして残っている[57][34]。
- 10. 吉井寺。鎌倉初期に作られた木造薬師如来坐蔵は県の重要文化財[34]。
- 11. 分水嶺看板
- 12. 天領上下代官所跡
- 13. 上下合祀神社。境内のシンジュ、境内に隣接する清芳園にあるビャクシンが市指定天然記念物[61]。
- 15. 専教寺。この地は上下俳諧、江戸期に俳句が盛んだったところで、寺の境内には松尾芭蕉の句碑が建立されている[34][62]。

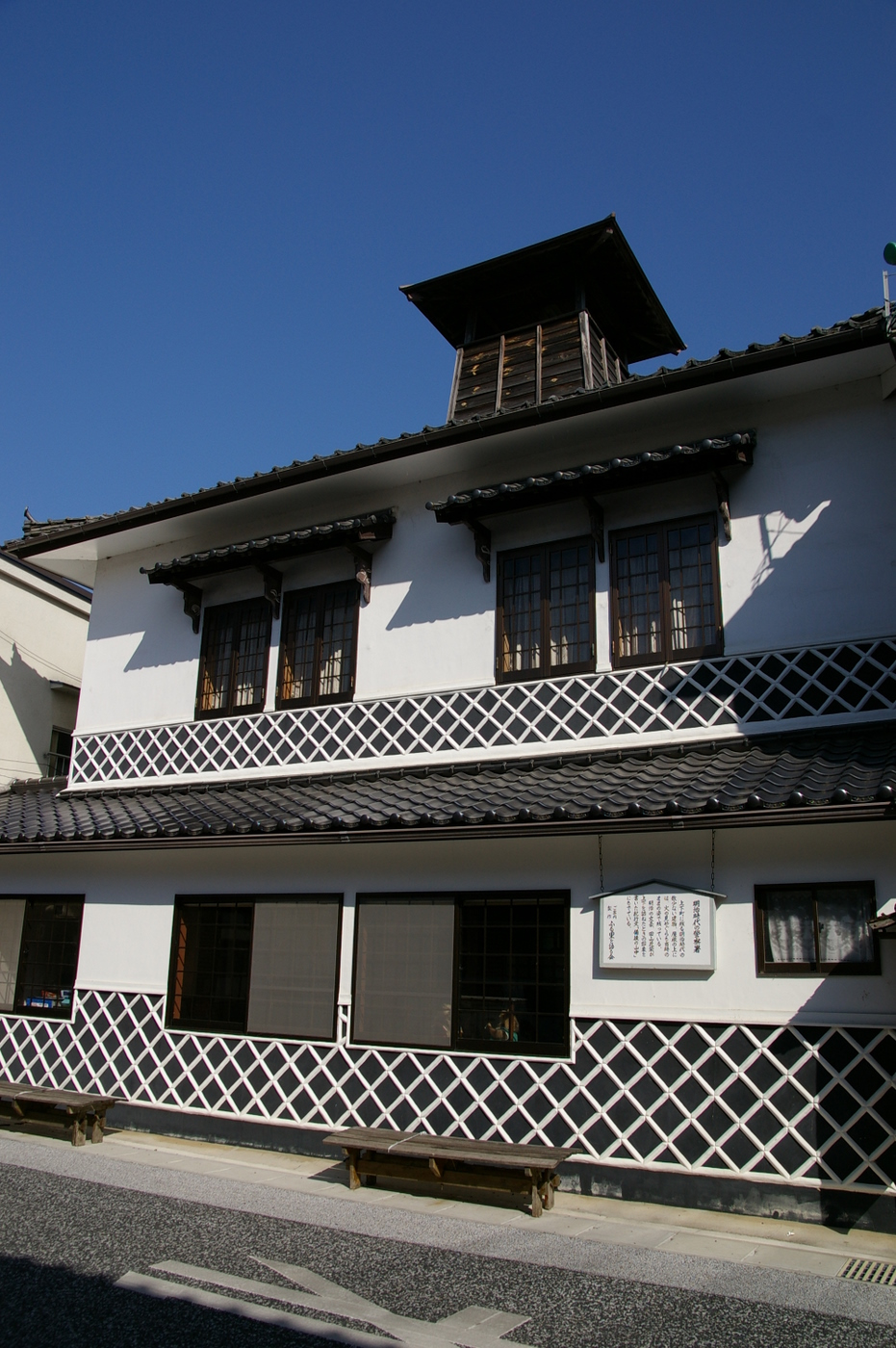
7. 明治期の警察署跡。『日本一周』内に出てくる。改築はされているが火の見櫓は当時と同じ[36][33]。
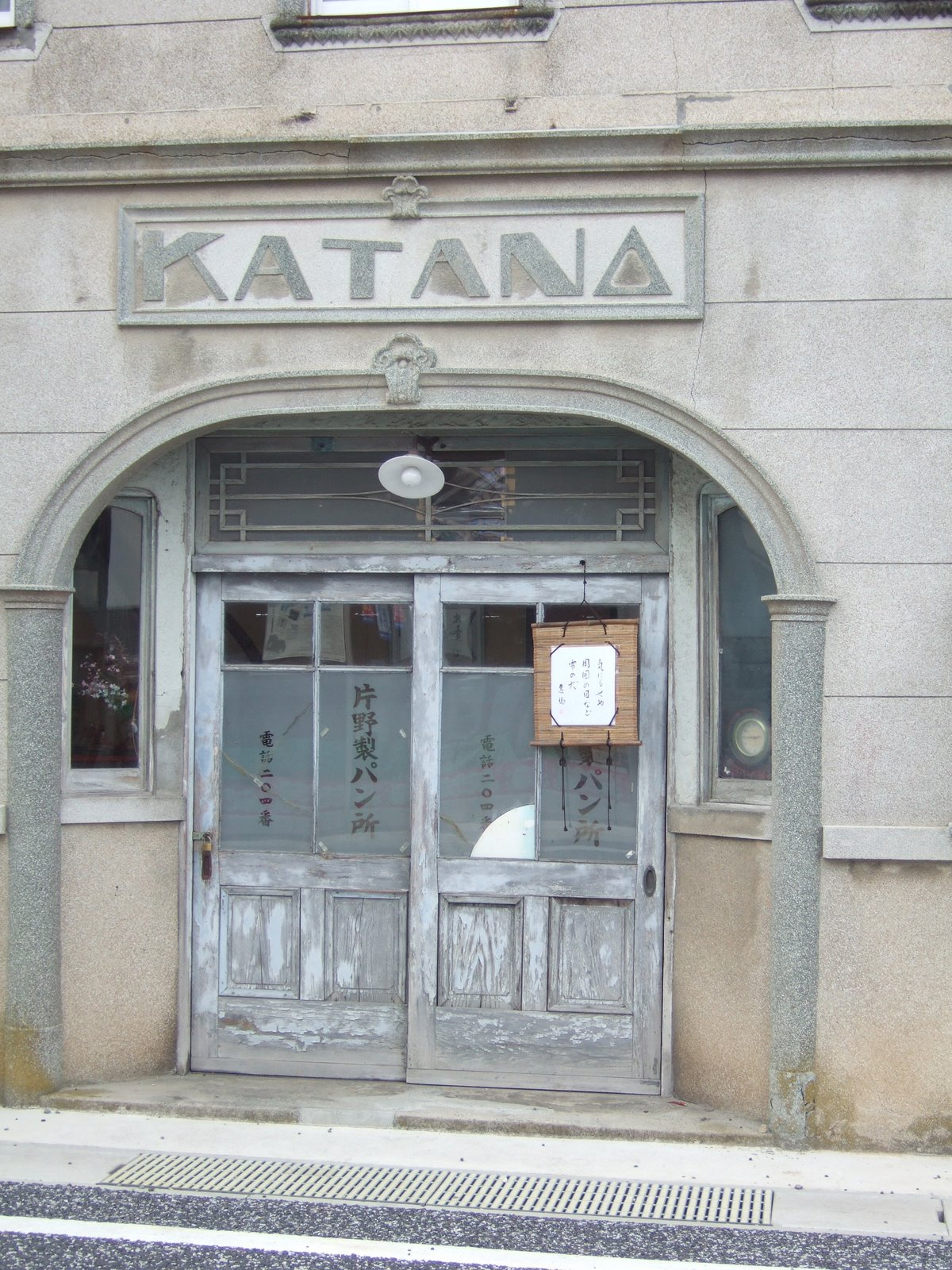
8. 旧片野製パン所。1934年築。国の登録有形文化財[63]。
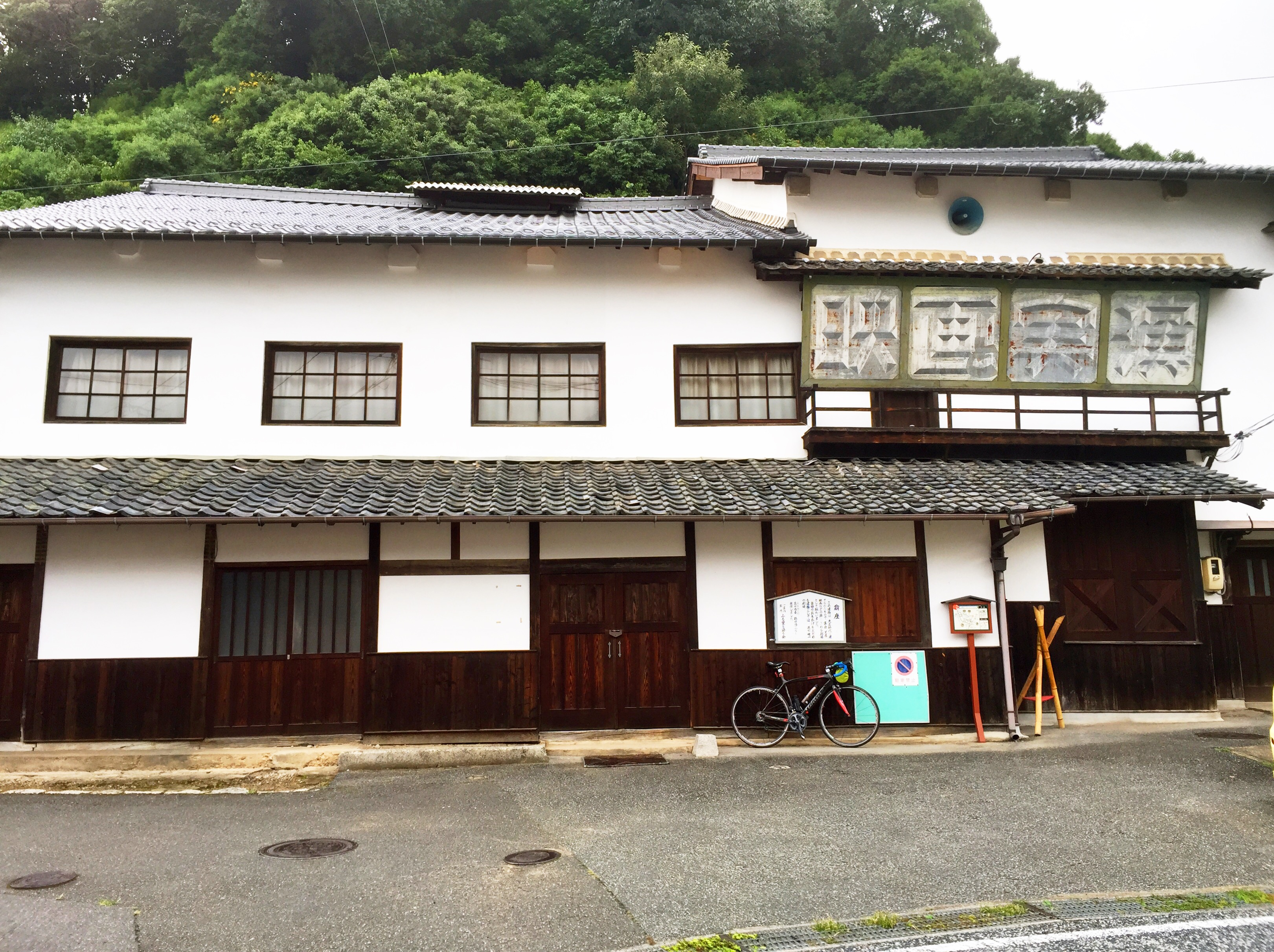
14. 翁座

### その他文化財
翁山周辺
- 翁山城跡 - 1340年長谷部信吉が翁山に築城した山城跡。市指定史跡。現在では公園として整備されている[34][61]。
- 善昌寺 - 鶯張りの廊下、鎌倉時代に建てられた座禅堂があり、双方とも市指定重要有形文化財[34][64]。境内のビャクシンが市指定天然記念物[61]。

## ギャラリー

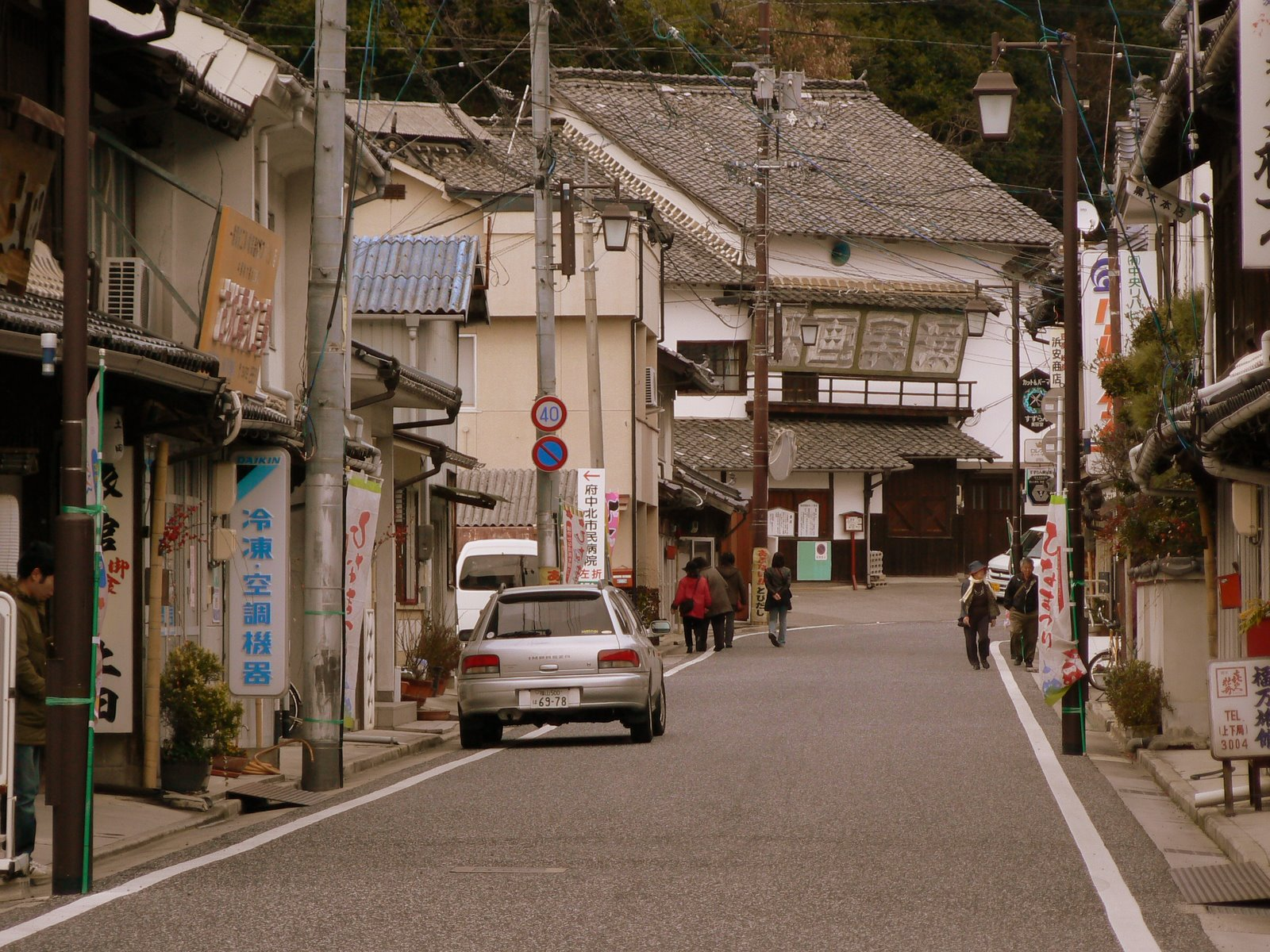
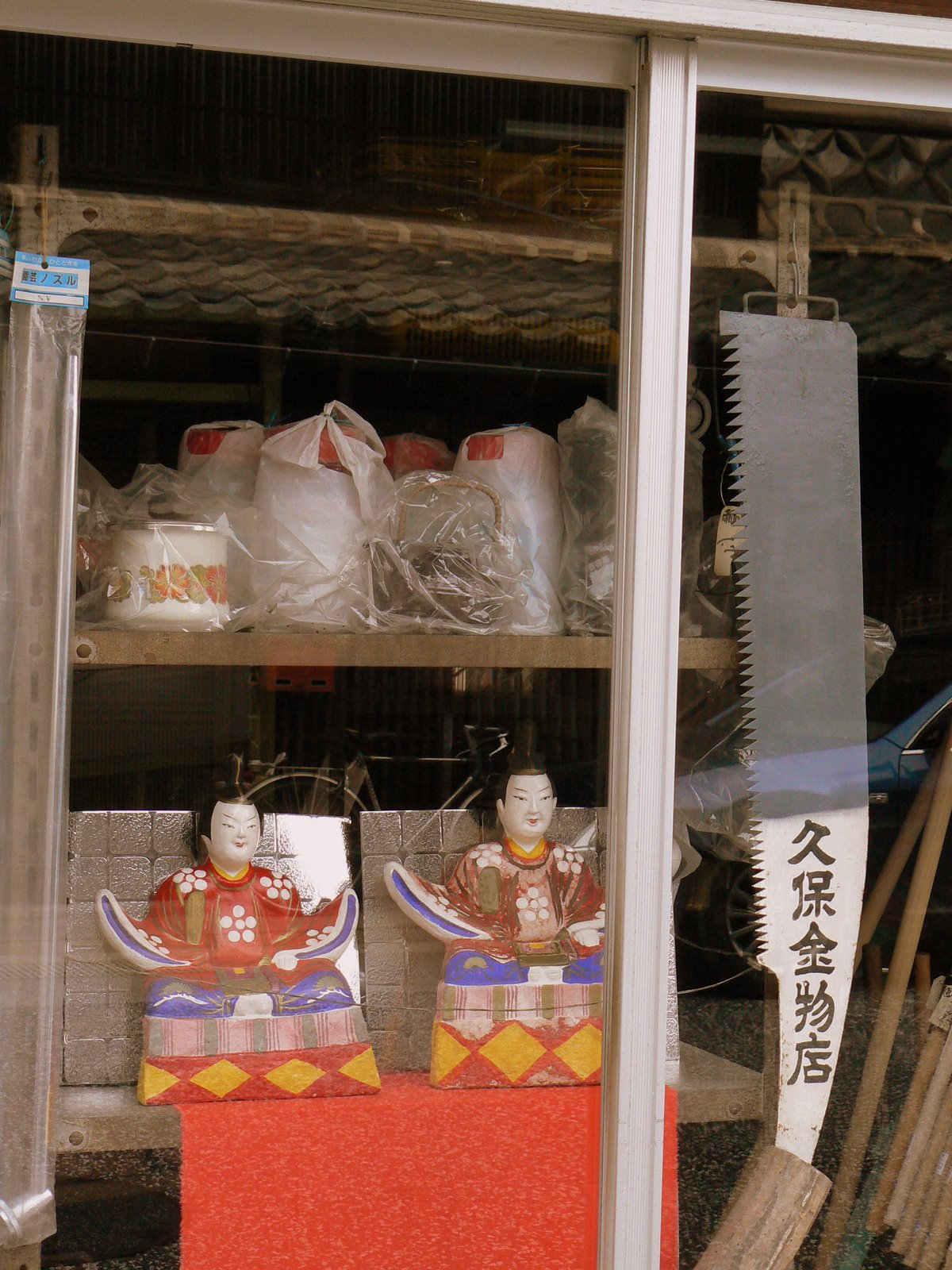
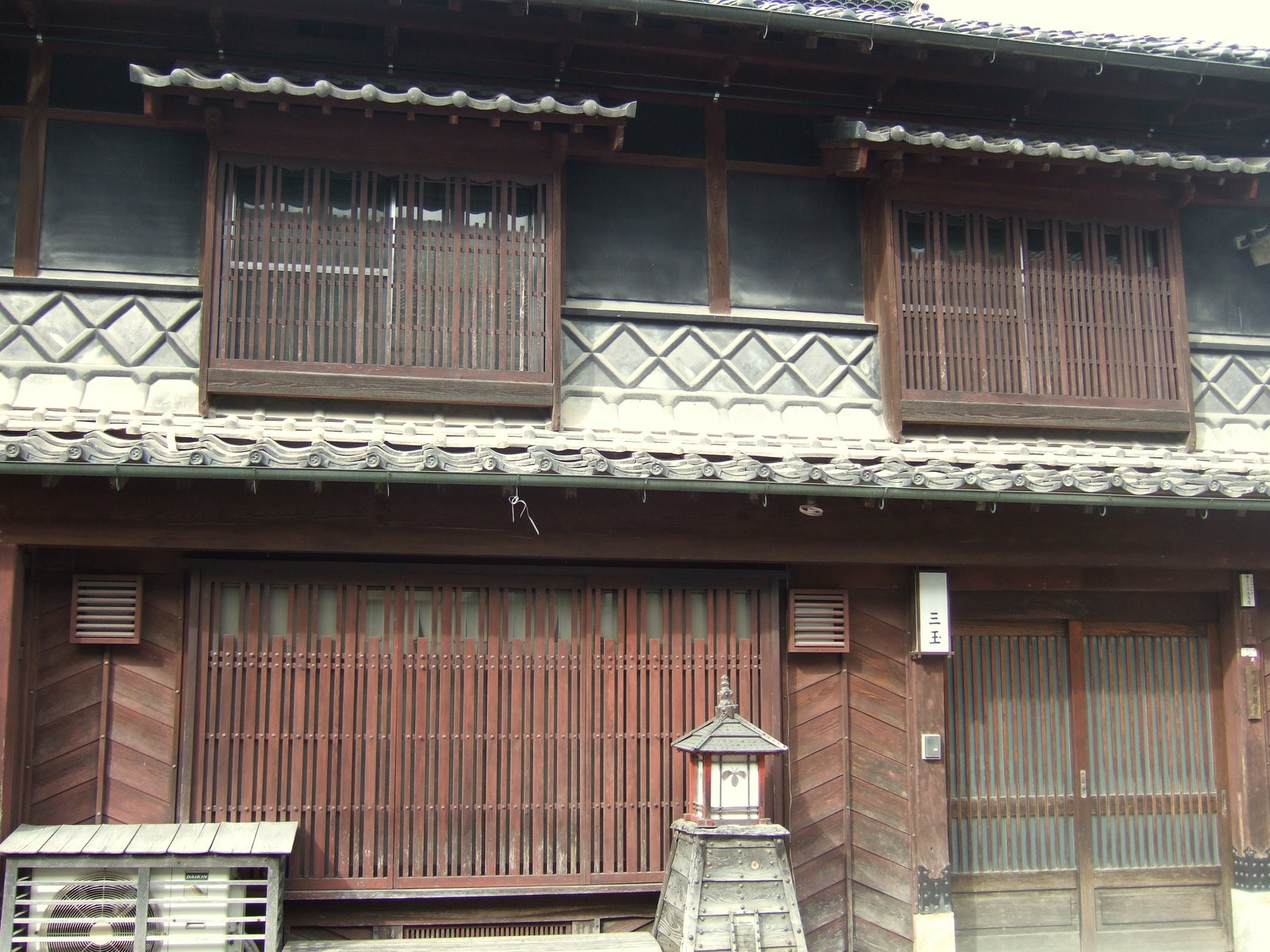

## 参考資料
- “ふるさとの歴史 -遺跡と文化財から見た府中-” (PDF).   府中市教育委員会 (2014年2月). 2019年2月7日閲覧。
- “府中市地域公共交通総合連携計画” (PDF).   府中市 (2009年). 2019年2月7日閲覧。
- 小林正和「広島県府中市上下町における「まちづくり」事業の取り組み」（PDF）『福山大学経済学論集』、福山大学経済学部、2006年3月、59-75頁、2019年2月7日閲覧。
- 相澤芳亮「田山花袋『蒲団』のモデル、岡田美知代に関する一考察」（PDF）『大学院年報』、立正大学大学院文学研究科、2014年3月、43-54頁、2019年2月7日閲覧。
- “銀山街道上下宿” (PDF).   国土交通省中国地方整備局. p. 117-120. 2019年2月7日閲覧。